# Typhloperipatus williamsoni
Typhloperipatus williamsoni är en klomaskart som beskrevs av Kemp 1913. Typhloperipatus williamsoni ingår i släktet Typhloperipatus och familjen Peripatidae. Inga underarter finns listade i Catalogue of Life.